# Johannes Fächer
Johannes Fächer, auch Johannes Fecher (* 8. April 1770 in Seligenstadt; † 8. Juli 1821 ebenda) war ein deutscher Gutsbesitzer und Politiker und Abgeordneter der 2. Kammer der Landstände des Großherzogtums Hessen.
Johannes Fächer war der Sohn des Bierbrauers Peter Marcellin Fächer und dessen Ehefrau Anna Maria, geborene Kurz. Fächer, der katholischen Glaubens war, war Bierbrauer und Gastwirt "Zum Schwanen" in Seligenstadt und heiratete Catharina geborene Reuß.
Von 1820 bis 1821 gehörte er der Zweiten Kammer der Landstände an. Er wurde für den Wahlbezirk Starkenburg 4/Seligenstadt-Babenhausen gewählt.